# AutoGyro GmbH
AutoGyro GmbH je nemški proizvajalec žirokopterjev (avtožirov), sedež podjetja je v Hildesheimu. 
Na leto podjetje zgradi okrog 300 žirokopterjev. 
Modela AutoGyro Cavalon in AutoGyro Calidus imata zaprt kokpit, modela MT-03 in MTOsport pa odprtega. 

## Žirokopterji
| Model             | Tip                                                     |
| ----------------- | ------------------------------------------------------- |
| AutoGyro MT-03    | Dvosedežni (tandem) avtožiro z odprtim kokpitom         |
| AutoGyro MTOsport | Dvosedežni (tandem) avtožiro z odprtim kokpitom         |
| AutoGyro Calidus  | Dvosedežni (tandem) avtožiro z zaprtim kokpitom         |
| AutoGyro Cavalon  | Dvosedežni (eden ob drugem) avtožiro z zaprtim kokpitom |